# 艾廷
艾廷是德国巴伐利亚州的一个市镇。总面积35.63平方公里，总人口2468人，其中男性1295人，女性1173人（2011年12月31日），人口密度69人/平方公里。